# Ивановка (приток Зеи)
Ивановка (до 1972 — Будунда) — река в Амурской области России, левый приток Зеи.

## Физико-географическая характеристика
Протекает по территории Октябрьского, Ивановского и Благовещенского районов. Длина — 176 км, площадь водосборного бассейна — 3640 км². Исток — в болотистой местности в районе села Романовка Октябрьского района, течёт по Зейско-Буреинской равнине. Русло извилистое. Крупные сёла на реке — Екатеринославка и Ивановка.

### Притоки
(указано расстояние от устья)
- 13 км: река Самарка (пр)
- 41 км: река Маньчжурка (лв)
- 62 км: река Козловка (пр)
- 108 км: река Панинская (лв)

### Населённые пункты на берегах Ивановки
От истока к устью:
- Романовка
- Борисово (п.б.)
- Прибрежный (п.б.)
- Екатеринославка, районный центр (л.б.)
- Нагорный (п.б.)
- Песчаноозёрка (л.б.)
- Варваровка (л.б.)
- Анновка (л.б.)
- Большеозёрка (л.б.)
- Луговое (п.б.)
- Ивановка, районный центр (л.б.)
- Дмитриевка (п.б.)
- Богородское (п.б.)
- Черемхово (л.б.)
- Усть-Ивановка (л.б.)

## Данные водного реестра
По данным государственного водного реестра России относится к Амурскому бассейновому округу, речной бассейн реки Амур, речной подбассейн реки — Зея, водохозяйственный участок реки — Зея от впадения р. Селемджи до устья.
Код объекта в государственном водном реестре — 20030400412118100041170.